# Christian J. Broders
Christian J. Broders (Louisiana, 22 de novembro de 1867 - St. Louis, 27 de novembro de 1932) foi um pastor norte-americano, membro da igreja luterana do Sínodo de Missouri, e fundador oficial da Igreja Evangélica Luterana do Brasil (IELB).

## Fundação da IELB
Após uma decisão da Conjuntura Internacional de dar início ao envio de missionários ao Brasil, utilizando uma doação anônima de US$ 2.000 por pessoa, o pastor Broders foi quem deu início aos trabalhos no país, em uma visita de prospecção missionária. Broders foi recebido pelo pastor Johann Friedrich Brutschin, que mantinha uma congregação ativa em Novo Hamburgo, Rio Grande do Sul, e exprimia vontades de retornar para Alemanha, sua terra-natal. A opinião inicial que Broders teve ao chegar no estado foi de um total descontentamento com o assunto da religião, mostrando indiferentismo com a mesma. O ambiente hostil relatado pelo missionário incluía o chamado "Sínodo Rio-Grandense", que era formado por pastores expulsos da Alemanha por seus desvios de normas de conduta, e que apresentavam como meio de ingresso o fato de não ser católico, pouco importando a crença.
Após dirigir-se para a cidade de Pelotas, também no Rio Grande do Sul, Broders procurava um meio de sair do país, quando encontrou um grupo de imigrantes em uma cidade próxima, chamada São Pedro do Sul. Um senhor chamado Augusto W. Gowert, que atuava como pastor de uma igreja luterana em um campo próximo, o convidou para permanecer em sua residência, enquanto ambos conversavam sobre doutrina. Após ambos se identificarem no mesmo conceito sobre a doutrina, resolveram se reunir com outras dezessete famílias filiadas ao Sínodo de Missouri, e assim deram início a primeira Congregação Evangélica Luterana do Brasil. Então, em 1 de julho de 1900, foi oficialmente fundada no município de Morro Redondo, a Comunidade Evangélica Luterana São João. A IELB reconhece em sua página oficial tal data como a de fundação oficial da igreja. Broders então retornou para o Sínodo de Missouri e veio a falecer em 27 de novembro de 1932.